# Litang

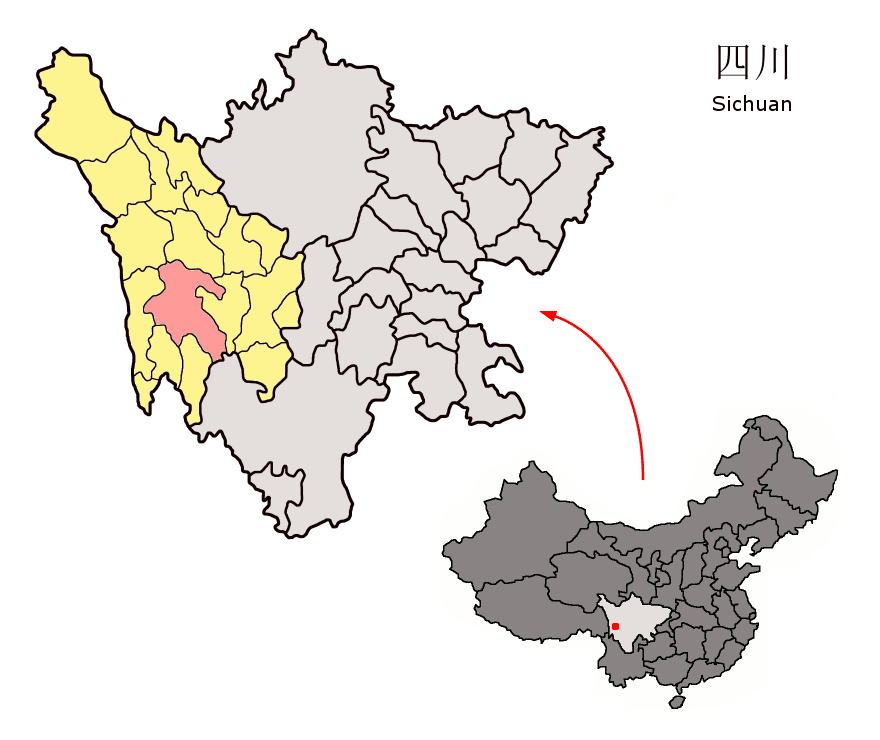
Lage des Kreises Litang innerhalb von Sichuan

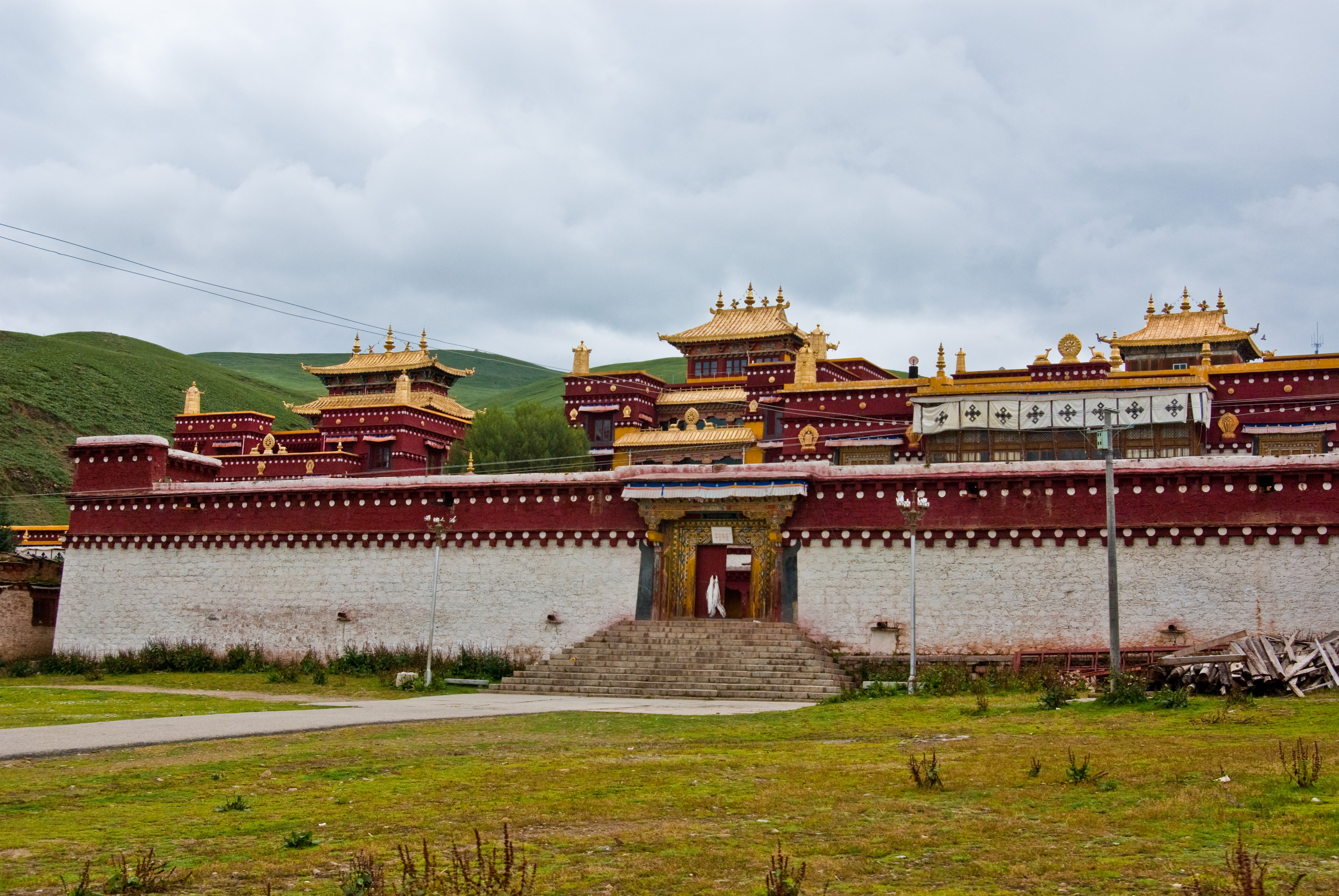
Lithang-Kloster

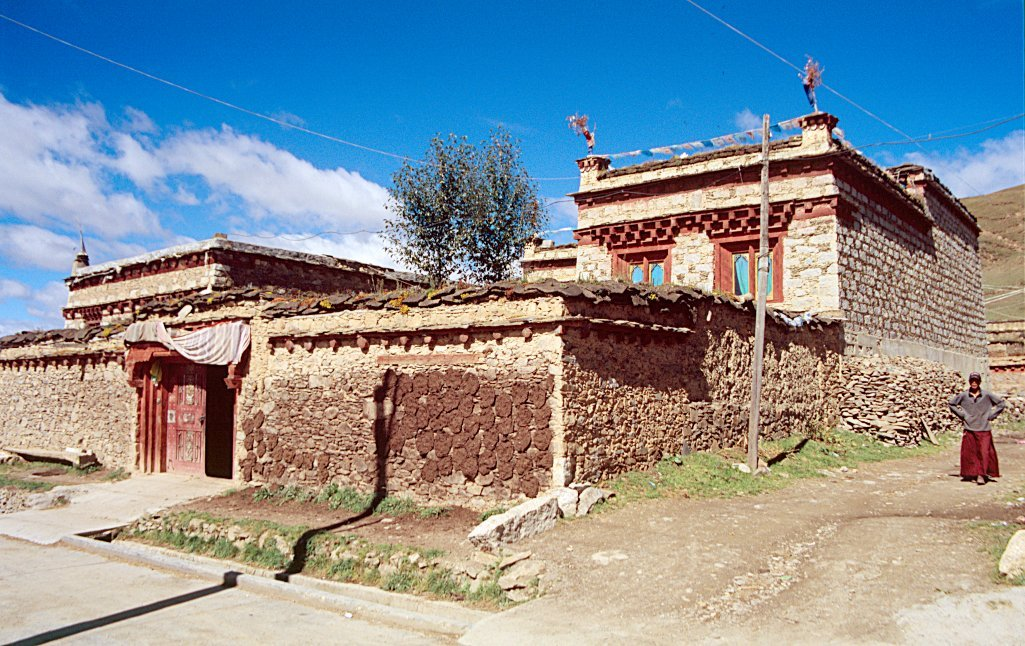
Bauernhaus in Litang

Litang (tibetisch ལི་ཐང། Wylie li thang; auch Lithang; chinesisch 理塘县, Pinyin Lǐtáng Xiàn) ist ein Kreis, der zum Verwaltungsgebiet des Autonomen Bezirks Garzê der Tibeter im Nordwesten der chinesischen Provinz Sichuan gehört. Er hat eine Fläche von 12.660 Quadratkilometern und zählt 67.293 Einwohner (Stand: Zensus 2020). Sein Hauptort ist die Großgemeinde Gaocheng (Gāochéng 高城镇).

## Administrative Gliederung
Auf Gemeindeebene setzt sich der Kreis aus einer Großgemeinde und dreiundzwanzig Gemeinden zusammen. Diese sind (Pinyin/chin.):
- Großgemeinde Gaocheng 高城镇
- Gemeinde Junba 君坝乡
- Gemeinde Heyi 哈依乡
- Gemeinde Juewu 觉吾乡
- Gemeinde Moba 莫坝乡
- Gemeinde Yahuo 亚火乡
- Gemeinde Rongba 绒坝乡
- Gemeinde Xiake 呷柯乡
- Gemeinde Benge 奔戈乡
- Gemeinde Cunge 村戈乡
- Gemeinde Heni 禾尼乡
- Gemeinde Qudeng 曲登乡
- Gemeinde Lamaya 喇嘛垭乡
- Gemeinde Zhangna 章纳乡
- Gemeinde Shangmula 上木拉乡
- Gemeinde Xiamula 下木拉乡
- Gemeinde Zhongmula 中木拉乡
- Gemeinde Zhuosang 濯桑乡
- Gemeinde Jiawa 甲洼乡
- Gemeinde Cangba 藏坝乡
- Gemeinde Gemu 格木乡
- Gemeinde Labo 拉波乡
- Gemeinde Maiwa 麦洼乡
- Gemeinde Dewu 德巫乡

## Ethnische Gliederung der Bevölkerung (2000)
Beim Zensus im Jahr 2000 hatte Litang 49.453 Einwohner.
| Name des Volkes | Einwohner | Anteil  |
| --------------- | --------- | ------- |
| Tibeter         | 46.405    | 93,84 % |
| Han             | 2.832     | 5,73 %  |
| Hui             | 98        | 0,2 %   |
| Bai             | 32        | 0,06 %  |
| Yi              | 28        | 0,06 %  |
| Mongolen        | 11        | 0,02 %  |
| Uiguren         | 10        | 0,02 %  |
| Tujia           | 9         | 0,02 %  |
| Miao            | 6         | 0,01 %  |
| Salar           | 4         | 0,01 %  |
| Naxi            | 4         | 0,01 %  |
| Sonstige        | 14        | 0,03 %  |

## Veranstaltungen
Das Bayi ist ein traditionelles Pferdefest mit Pferderennen der Khampa auf tibetischen Ponys. Es findet jährlich Anfang August in Litang statt. Das Fest ist eine beliebte Touristenattraktion.